# Estornell de Makira
L'estornell de Makira (Aplonis dichroa) és un ocell de la família dels estúrnids (Sturnidae). El seu estat de conservació es considera de risc mínim.

## Hàbitat i distribució
Habita els boscos de les terres baixes de l'illa de Makira, a les Salomó meridionals.